# Kanat de Nakhitxevan

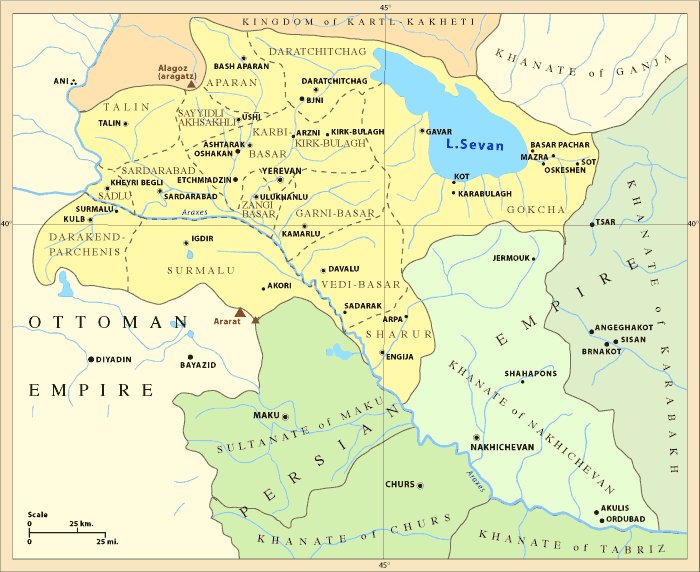
Kanats d'Erevan, de Nakhitxevam i veïns

El Kanat de Nakhitxevan (en persa خانات نخجوان) fou un petit Estat que es va constituir al sud-est de l'Armènia històrica sota sobirania feudal iraniana. Es va fer independent el 1747 sota la dinastia local dels Kangarlu. Fou incorporat com a Estat vassall en l'Imperi Rus després del Tractat de Turkmantxai el 1828 i fou annexionat el 1834.

## Origen
La zona va passar a control dels safàvides d'Ismail Shah (Ismail I) el 1502. Fou teatre de diverses lluites entre Pèrsia i l'Imperi Otomà des de 1588/1589 fins al començament del segle xvii.

## Sobirania feudal iraniana
Després d'haver conquerit Erevan el juny 1604, Abbas I el Gran va confiar el Nakhitxevan a Maqsud Sultan Kangerlou. En els anys següents, quan la regió estava amenaçada per la contra-ofensiva dels exèrcits otomans, Maqsud Sultan va rebre l'orde de desplaçar la població sencera de la província: els turcmans foren enviats al Mazanderan; 20.000 jueus i armenis de Djulfa, considerats poc lleials foren trasplantats en condicions molt difícils cap a la regió d'Esfahan, a una localitat creada especialment a aquest efecte i designada com Nova Djulfa, que fins i tot va arribar a tenir bisbat.
Des de 1620, Nakhitxevan tornà a l'Imperi safàvida, passant només breument als otomans el 1635/ 1636. Els perses la van tenir en endavant. La regió va quedar exsangüe i despoblada per la política de la «terra cremada» aplicada de manera successiva pels safàvides i els otomans. Durant aquest període se succeeixen a Nakhitxevan dels governadors quasi hereditaris del clan Kangerlu dels quals el més conegut fou Ali Kuli Khan Kangerlu que governava cap a 1660 una part de la Kakhètia conjuntament amb el virrei Ali Murtiz Khan del Karabagh.
Caiguda la dinastia safàvida (1724) davant els ghilzais afganesos, Nakhitxevan tornà als otomans que la van ocupar fins al 1736 quan la victòria de Nadir Khan, que es va proclamar Nadir Shah, va restaurar el domini persa.

## Kanat des Kangarlu

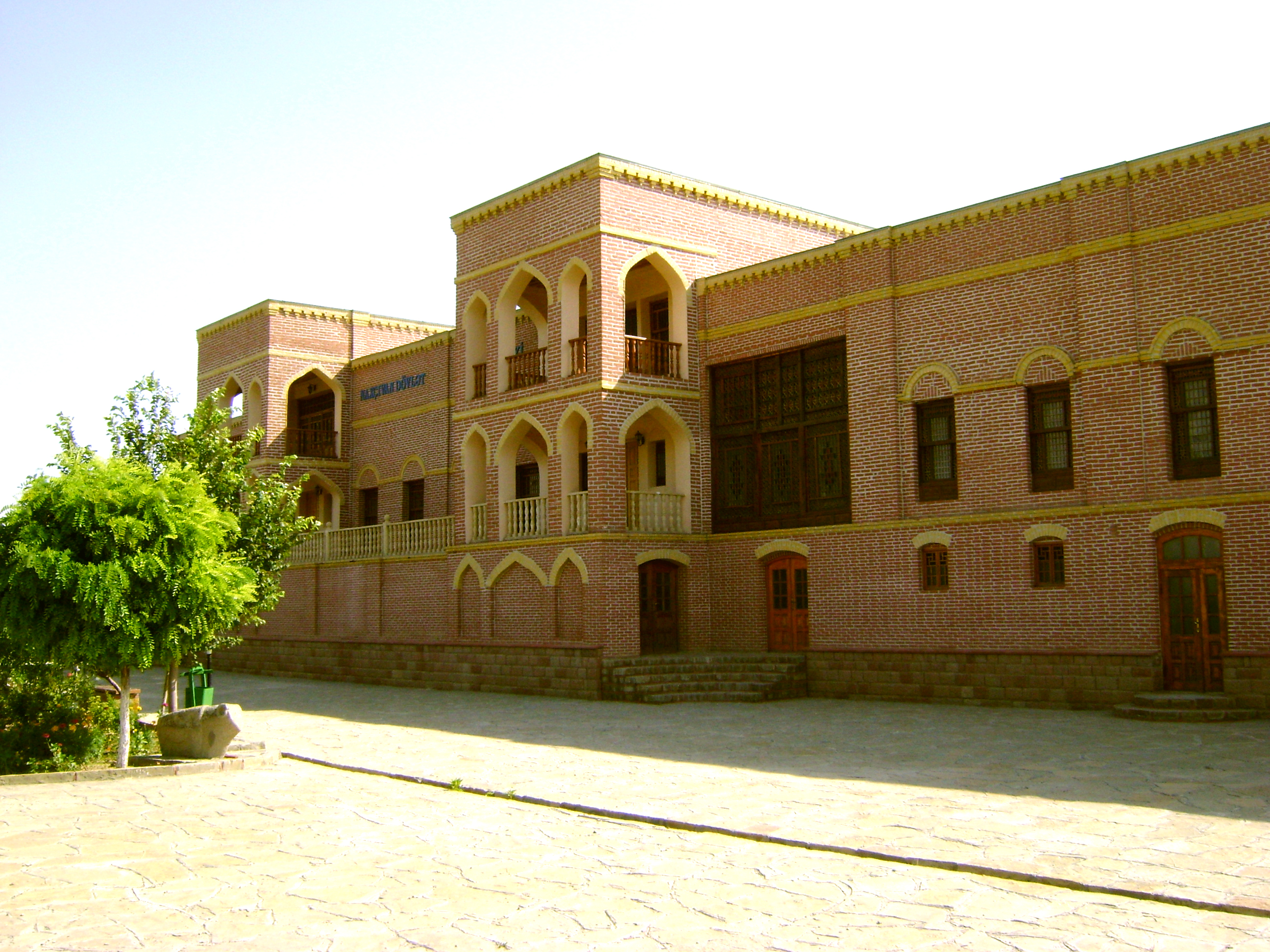
Palau dels kans a Nakhitxevan.

En el període d'anarquia que va seguir a l'assassinat de Nadrid Shah i la seva descendència el 1747, el kan turcoman Heydar Kuli Khan del clan dels Kangerlu o Kangerli es va proclamar independent i va governar fins a la seva mort el 1787. El va succeir el seu fill Kalb Ali Khan Heydar Oglu (1787-1823), que es va haver de sotmetre temporalment a Ibrahim Khalil Khan del Karabagh. El 1795 fou cegat i deposat per Agha Mohammad Shah que sospita que s'havia entès amb els russos en l'expedició d'aquests a Geòrgia. Va recuperar el tron a la mort del Xa el 1797. En el moment de la guerra russo-persa de 1804-1813, el 1808, les forces russe sota el general Gudovitx, ocuparen el kanat que va tornar a l'òrbita de Pèrsia el 1813 després del tractat de Gulistan. El 1823, el seu fill, Ehsan Khan Kangarlou, governador d'Orduban, que va tenir bones relacions amb la dinastia qajar, va esdevenir kan de Nakhitxevan.

## Annexió per l'Imperi Rus
Durant la guerra russo-persa de 1826-1828, el general en cap de l'exèrcit persa, el príncep hereu Abbas Mirza, va donar al seu cunyat Mohammad Amin Khan Develu, el comandament de la fortalesa d'Abbasabad, construïda el 1810 a la riba dreta de l'Araxes que tenia una guarnició de 2.700 hones i era la peça essencial de la defensa del kanat de Nakhitxevan; aquest va tenir com a lloctinent el kan Ehsan Khan Kangerlou.
El comandant general Ivan Fédorovitx Paskievitx, cap de les forces russes, abans de fer la conquesta d'Erevan, va conquerir sense oposició el kanat de Nakhitxevan del qual la capital fou ocupada el 26 de juny de 1827 sense reacció per part d'Abbas Mirza que es trobava a Tabriz. Els russos van assaltar Abbasabad el 14 de juliol de 1827 i foren rebutjats i llavors van assetjar la fortalesa. Ehsan Khan va negociar ràpidament la seva rendició amb el comandant rus i el va lliurar la fortalesa el 22 de juliol de 1827.
Als termes del Tractat de Turkmantxai signat el 21 de febrer de 1828, el kanat de Nakhitxevan, com el d'Erevan foren incorporats a l'Imperi Rus. Ehsan Khan va rebre el govern, el rang de major-general i el càrrec d'ataman de campanya de la milícia Kangarlu. Quan després el kanat fou concedit al seu parent Karim Khan Kangerlou com a vassall, se li va atorgar una pensió.
El 1834, els russos van deposar també a aquest darrer i van proclamar l'annexió del kanat que fou inclòs, com el d'Erevan, en l'efímera «província armènia» (Armianskaia Oblast1834- 1840). Aquesta darrera entitat fou successivament inclosa en el «govern de Geòrgia-Imerècia» ( Gruziia-Imeretiia, 1840- 1845) i després al «virregnat del Caucas» ( Kavkazskoe Namestnitxestvo) i dins aquest del govern de Tiflis, fins a la creació el 1849 d'un « govern d'Erevan» incloent el Nakhitxevan dins del qual Nakhitxevan fou un districte o uyezd.
La família dels kans de Nakhitxevan es va ntegrar dins de l'aristocràcia russa amb el cognom de Khan Nakhitxevanski i dos fills d'Ehsan Khan, Ismail kan (1819-1909) i Kalb Ali khan (1824-1883) i el fill d'aquest Husseyn Khan (1863-1919), van fer carreres com generals russos, així com altres tres parents entre els quals el seu nebots Jamshid; un altre nebot, Kalb Ali va servir a l'exèrcit iranià. Eren notablement rics com a grans propietaris latifundistes al districte d'origen i exercien gran influència sobre la comunitat musulmana.

## Llista de kans i naibs[12]
- Heydargulu Khan 1747-1787 
  - Haji Khan Kangarli
  - Rahim Khan
  - Aligulu Khan
  - Valigulu Khan
  - Abbasgulu Khan
  - Jafargulu Khan
- Kalb Ali Khan * 1787-1823 
  - Abbasgulu Khan Kangarli
  - Mahammadbagir Khan
- Ehsan Khan 1823-1827 (naib 1827-1828)[13]
  - Shaykh Ali Beg[13] 1828
- 1828-1834 - Karim Khan Kangarli